# 科梅舒瓦哈河 (盧漢河右支流)
科梅舒瓦哈河（烏克蘭語：Комишуваха），是烏克蘭的河流，位於該國東部，屬於盧漢河的右支流，發源自阿爾馬茲納，流經盧甘斯克州，河道全長26公里，流域面積121平方公里。